# Philaeus
Philaeus Thorell, 1869 è un genere di ragni appartenente alla famiglia Salticidae dell'ordine Araneae della classe Arachnida.

## Distribuzione
Le 13 specie oggi note di questo genere sono state rinvenute prevalentemente nella regione paleartica e in Africa settentrionale e occidentale; P. pacificus è endemico delle isole Galápagos, mentre P. ruber lo è del Guatemala.
In Italia sono state reperite due specie di questo genere.

## Tassonomia

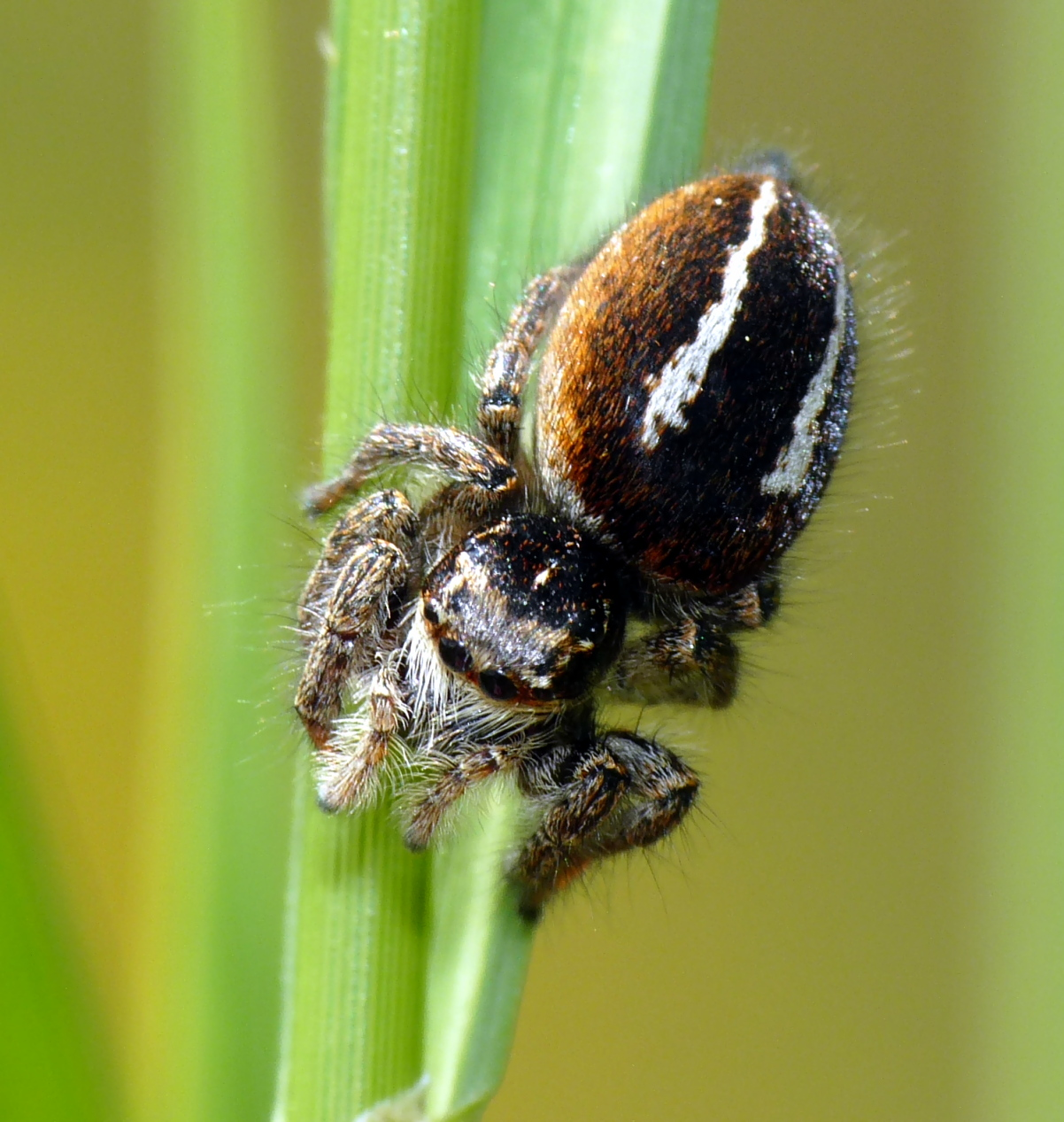
Philaeus chrysops, femmina

A dicembre 2010, si compone di 13 specie:
- Philaeus albovariegatus (Simon, 1868) — Spagna, Sicilia
- Philaeus chrysops (Poda, 1761) — Regione paleartica (presente in Italia)
- Philaeus corrugatulus Strand, 1917 — Algeria
- Philaeus daoxianensis Peng, Gong & Kim, 2000 — Cina
- Philaeus fallax (Lucas, 1846) — Algeria
- Philaeus jugatus (L. Koch, 1856) — Spagna
- Philaeus pacificus Banks, 1902 — Isole Galapagos
- Philaeus raribarbis Denis, 1955 — Marocco
- Philaeus ruber Peckham & Peckham, 1885 — Guatemala
- Philaeus stellatus Franganillo, 1910 — Portogallo
- Philaeus steudeli Strand, 1906 — Africa occidentale
- Philaeus superciliosus Bertkau, 1883 — Germania (introdotto)
- Philaeus varicus (Simon, 1868) — dalla Spagna alla Russia

### Sinonimi obsoleti
- Philaeus bulbosus Karsch, 1880; trasferita al genere Eris[1].
- Philaeus dumicola (O. P.-Cambridge, 1872); trasferita al genere Mogrus[1].
- Philaeus maoniuensis Liu, Wang & Peng, 1991; trasferita al genere Yllenus[1].
- Philaeus mathisi Berland & Millot, 1941; trasferita al genere Mogrus[1].
- Philaeus pallidus Mello-Leitão, 1948; trasferita al genere Chira[1].
- Philaeus senilis Denis, 1955; trasferita al genere Mogrus[1].

### Nomen dubium
- Philaeus quadrifasciatus (Grube, 1861); un esemplare femminile, rinvenuto in Russia e originariamente descritto nell'ex-genere Attus, a seguito di un lavoro di Prószynski del 1971 e di un altro di Logunov & Marusik del 2001, è da ritenersi nomen dubium[1].